# Виммер, Вилли
Ви́лли Ви́ммер (нем. Willy Wimmer; род. 18 мая 1943, Мёнхенгладбах, Рейнская провинция) — германский юрист и политик (ХДС), член бундестага (1976—2009), парламентский статс-секретарь Федерального министерства обороны (1985—1992), вице-президент Парламентской ассамблеи СБСЕ/ОБСЕ (1994—2000).

## Биография

### Образование
По окончании гимназии Оденкирхе изучал юриспруденцию в Кёльнском и в Боннском университетах. После сдачи экзаменов и практики в качестве референдария работал адвокатом в Мёнхенгладбах-Рейдте с 1977 года.

### Карьера
В 1959 году вступил в ХДС, участвовал в работе Рейнского отделения Молодёжного союза, с 1986 — глава региональной ассоциации ХДС Нижний Рейн, с 2000 — её почётный председатель. Входил в состав городского совета города Мёнхенгладбах (1969—1980) и совет краевого союза Рейнланд (1975—1976).
Во время учений НАТО WINTEX в 1986 году в правительственном бункере Мариенталь выступал в качестве федерального министра обороны. Во время данных учений штаб-квартира НАТО в Брюсселе рассматривала нанесение ядерного удара по Дрездену и Потсдаму. Виммер отказался от планов размещения атомного оружия в Германии, в связи с чем канцлер ФРГ Гельмут Коль исключил членов федерального правительства из дальнейших учений и они были продолжены без представителей Германии.
Принимал активное участие в объединении Германии и отделений ХДС в её восточной и западной частях, а также в создании Альянса за Германию, который получил большинство мест в парламенте ГДР и открыл дорогу к объединению двух стран.
Во время работы в Министерстве обороны в период 1988—1992 гг. занимался интеграцией вооружённых сил ГДР и взаимодействием с Западной группой войск СССР. Как отмечают историки и современники тех событий, идея Виммера состояла в переводе генералитета и части офицерского состава Национальной народной армии в бундесвер. Этому, однако, активно препятствовала военная бюрократия ФРГ, а высшие офицеры армии ГДР, служившие советниками при Министерстве обороны ФРГ, были впоследствии уволены под давлением НАТО. 1 апреля 1992 года вместе с федеральным министром обороны Герхардом Штольтенбергом в отставку ушёл и Виммер.
Будучи избранным членом бундестага в 1990-е годы, в особенности после Югославских войн, подвергал критике внешнюю политику ФРГ и политику в области безопасности. Парламентская фракция ХДС оказывала на Виммера давление и изолировала его от работы в комитетах. «Когда людей исключают из парламентских совещаний, не разрешают им выступать перед парламентом и отстраняют от работы в комитетах если человек открывает рот, это ведёт к ослаблению нашей парламентской системы», прокомментировал Виммер. Утверждает, что на 1990-е годы приходится эпоха заката государственных служб ФРГ, замещаемых консультационными группами, которые приобретали влияние на принятие политических решений.
По завершении активной политической карьеры в 2000-е годы сохранил активность в СМИ, выступая в основном в региональной прессе, включая Donaukurier, Allgemeinen Zeitung, Schwäbischen Zeitung, Taunus-Zeitung, Neuen Westfälischen, Rheinischen Post, а также в зарубежных СМИ, таких как австрийский телеканал Puls 4 и российский медиавещатель Sputnik и других. Является членом редколлегии медиаплатформы Cashkurs Дирка Мюллера.
Виммер состоял в консультативном совете Deutsche Industriebank AG (Дюссельдорф) и был членом международного консультативного совета Morgan Stanley (Лондон). Участвовал в работе Братиславской конференции («Евроатлантическая интеграция все ещё на пути? Возможности и препятствия», 28-30 апреля 2000 г.), девятой конференции «Россия и создание будущего миропорядка» и пятнадцатой конференции «Информационные войны — что происходит со сферой СМИ и информации в России и в мире?» на МЭФ-2018.

### Личная жизнь
Состоит в браке, воспитывает сына.

## Политические взгляды

### Проблема беженцев
Когда с окончанием Холодной войны встал вопрос о новых вызовах для безопасности Германии и её международной ответственности, Виммер высказывал опасения не о судьбе советского ядерного оружия, но о сотнях тысяч или миллионах голодных беженцев из Азии и Африки, которые могут захлестнуть богатую Западную Европу. Представители бундесвера подвергли позицию Виммера критике, заявив, что германская армия не предназначена для действий по всему миру и её задача — не пустить беженцев через перевал Бреннер.

### Косовский кризис
В 1999 году остро критиковал военное участие Германии в войне в Косово, называя её обычной агрессивной войной и обвиняя министра иностранных дел Йошку Фишера и министра обороны Рудольфа Шарпинга в манипуляциях с общественным мнением. По его мнению, позиция Германии была обусловлена давлением со стороны США и обязательствами прежнего правительства Германии. Организованные НАТО переговоры в Рамбуйе он считал нарушением Венской конвенции, обеспечивающим НАТО возможность диктовать условия ввода войск в Союзную Республику Югославию, а массовое убийство в Рачаке, произошедшее за несколько недель до бомбардировок Белграда, — предлогом для применения силы. По его мнению, обвинения в нарушениях прав человека являлись лишь средством легализации нарушений Североатлантическим альянсом норм международного права. По его воспоминаниям, «на конференции в Братиславе представитель Госдепартамента США сказал, что речь в ходе этой войны идет о том, чтобы исправить ошибки генерала Эйзенхауэра, сделанные им в 1944 году. Он тогда отказался разместить американские наземные войска на Балканах». В 2003 году подписал открытое письмо к парламентской фракции ХДС/ХСС, проводившее параллели с войной в Ираке, отмечая, что и вторжение в Ирак, и бомбардировки Югославии проводились без санкции ООН.

### Война в Ираке
Незадолго до начала войны в Ираке по приглашению нунция Багдада и с ведома и согласия папы Иоанна Павла II отправился в Ирак с неофициальным визитом. Виммер заявил: «Если нормы Организации Объединённых Наций более не соблюдаются, это означает погружение в эпоху права сильного, в новое варварство». Он был одним из пяти парламентариев-диссидентов от ХДС, осуждавших поддержку политики США в Ираке, и усматривал в создавшейся конфронтации предпосылки для возникновения глобального конфликта. Вместе с Петером Гаувайлером обращался к Ангеле Меркель с открытым письмом с требованием прокомментировать доклад комиссии Чилкота, где раскрывался механизм втягивания Великобритании в войну в Ираке, поскольку ранее Меркель выступала против решения правительства Герхарда Шрёдера воздержаться от участия в этой войне и указывала на международные обязательства Германии по защите свободы и прав человека военными мерами.

### Война в Афганистане
Вслед за решением бундестага от 9 марта 2007 об участии Германии в операции НАТО в Афганистане Виммер обратился в Конституционный суд с запросом на установление законности участия Германии в данной военной экспедиции, которая, по мнению Виммера, неявно изменяла договор Германии с НАТО, что было возможно лишь после ратификации изменений парламентом. Виммер указывал на то, что операция НАТО не отвечала запрету на применение силы, зафиксированному в Уставе ООН, международному праве и статьях конституции Германии. Заявление Виммера не было удовлетворено.

### Скандал с прослушкой Ангелы Меркель
Являясь высокопоставленным служащим Министерства обороны Германии, Виммер неоднократно подозревал американские спецслужбы в прослушке разговоров по сотовым телефонам, однако его слова не воспринимались всерьёз. Во время скандала с выявленной прослушкой федерального канцлера Ангелы Меркель, которую вела американская NSA, опубликовал в издании Frankfurter Rundschau статью «Ныне времена насмешек остались в прошлом» («Jetzt sind die Zeiten des Spotts vorbei»), где подверг критике американскую внешнюю политику и разведывательные действия.

### Украинский кризис 2014 года
Виммер считает, что политика США в период Евромайдана не способствовала разрешению кризиса, так как была направлена на подготовку к новой войне, призванной создать кордон между Россией и Европейским союзом протяжённостью от Балтийского до Чёрного морей. Негативно оценивает позицию ведущих СМИ Германии, придерживающихся, по его мнению, позиции НАТО. Свою позицию Виммер основывает на опыте участия в международных конференциях, посвящённых расширению НАТО на восток и представлению геостратегических интересов участников.
В 2017 году после визита Виммера в Крым он был внесён СБУ в список лиц, которым запрещён въезд на Украину.

### Об отношениях между Россией и Германией
В интервью RT Deutsch Виммер заявил, что история отравления Скрипалей основана на лжи, призванной развязать войну против России. Журналистам Sputnik Виммер пояснил, что США и Великобританию не устраивает самостоятельная политика Москвы, развёрнутая после ухода президента Ельцина, и в своё противостояние с Россией они пытаются втянуть и Германию. С помощью мозговых центров, таких как Atlantic Council, противники этой политики дискредитируются и получают ярлык «троянского коня Кремля». Виммер высоко оценивает российско-германское сотрудничество времён Гельмута Коля и в настоящее время единственным крупным германским политиком, способным следовать интересам ФРГ в мирном и добрососедском сотрудничестве с Россией, считает Франка-Вальтера Штайнмайера.

## Публикации
- Laß uns dir zum Guten dienen… Der Weg der NVA in die Bundeswehr. Neusser Zeitungsverlag/ Druck + Verlag Josef Wegener, Dormagen 2000, ISBN 3-9803165-6-4.
- Wiederkehr der Hasardeure: Schattenstrategen, Kriegstreiber, stille Profiteure 1914/2014. zeitgeist Print & Online, Höhr-Grenzhausen 2014, ISBN 978-3-943007-07-7 (соавтор)
- Die Akte Moskau. zeitgeist Print & Online, Höhr-Grenzhausen 2016, ISBN 978-3-943007-12-1